# ترمينال فيلوسيتي
ترمينال فيلوسيتي (بالإنجليزية: Terminal Velocity)‏، هي لعبة فيديو أمريكية ونوعه إطلاق النيران، صدرت اللعبة في الأسواق سنة 1995، وتعمل على منصات ويندوز 95 وماكنتوش وأندرويد.

## وصلات خارجية
- Official Terminal Velocity webpage نسخة محفوظة 8 يوليو 2017 على موقع واي باك مشين.
- Official Terminal Velocity: Boosted Edition webpage
- Terminal Velocity على موبي غيمز